# Ващенко Григорій Григорович
Григорій Григорович Ва́щенко (11 (23) квітня 1878 чи 5.5.1878 с. Богданівка Прилуцького повіту Полтавської губернії (нині — Прилуцький район Чернігівської області — 2 травня 1967) — 2 травня 1967 Мюнхен)  — український педагог, науковець, дійсний член НТШ.

## Життєпис

### Дитинство
Народився 11 квітня (23 квітня) 1878 або 5 травня 1878 року у с. Богданівка Прилуцького повіту Полтавської губернії (нині — Прилуцький район Чернігівської області). У метричній книзі за цей рік, що збереглася у прилуцькому архіві, про його батьків зазначено: «рос. Села Васьковец дворянин Григорий Иванович Ващенко и законная жена его Параскева Устинов(н)а, оба православные». Записано також про його хрещення, що відбулося через 10 днів після народження; його хрещеними батьками були «дворянин Андрій Іванів (син) Ващенко» та «колезького секретаря Костянтина Ващенка дружина Софія Яковлев(н)а». Згодом Г. Ващенко свідчив: «Батько мій походив зі старого козацького роду, що в кінці 18 ст. одержав звання дворянства».

### Освіта
- 1888–1898 — вчився у Роменській духовній школі та Полтавській духовній семінарії. «Моїми молодшими товаришами у семінарії були Симон Петлюра і Володимир Щепотьєв, що потім був професором і відомим ученим-літературознавцем, членом СВУ, засудженим 1930 р.» «Серед семінаристів тоді панували українські національні настрої». Звинувативши інспектора семінарії архімандрита Агапіта в підтримці доносництва, був не допущений через його втручання до вступу в Київську духовну академію, а відтак розпочав трудовий шлях на учительській ниві.
- 1899 — 1903 — вчиться на словесному відділі Московської духовної академії, де був активним членом українського гуртка, брав участь в організації шевченківських свят. Здобув ступінь кандидата богослов'я за працю «Учення Гартмана про світовий моральний лад».

## Учительська діяльність
- 1898, жовтень — 1899, липень — учитель (за іншими даними — помічник учителя) Блотницької земської початкової школи у Прилуцькому повіті.
- 1903 — 1904 — учителює у Полтавській єпархіальній жіночій школі та вчительській школі на Шведській Могилі.
- 1904 — 1905, жовтень — викладач російської та церковнослов'янської мови в Кутаїському духовному училищі.
- 1905, жовтень — 1906 — викладач російської мови Полтавського комерційного училища.
- 1906 — за опублікування у газеті «Полтавщина» інформації про урядові розправи над селянами «мені довелося у 1906 р. виїхати на північ у місто Тихвін». З жовтня 1906 р. до жовтня 1909 р. працював учителем російської та церковнослов'янської мови в Тихвінському духовному училищі. У жіночій гімназії цього ж міста в 1906–1908 рр. викладав цивільну історію, а в 1912–1913 рр. — російську літературу. Від вересня 1911 р. до вересня 1912 р. — викладач російської мови в Тихвінському приватному реальному училищі. У названих навчальних закладах цього міста у різні роки викладав також історію Росії, грецьку мову.
- 1912, вересень — 1913, березень — вчителювання у духовному училищі в м. Тульчині на Поділлі, де викладав грецьку мову, російську мову та історію. Вів також уроки російської літератури в місцевому єпархіальному жіночому училищі.
- З березня 1913 р. — викладач латинської мови в Роменському духовному училищі. В цьому ж навчальному році викладав російську мову в Роменському комерційному училищі. Вчителював також у жіночій гімназії цього міста.
- 1917 — після Лютневої революції найактивніше працює на ниві підготовки кадрів українського вчительства («читав лекції на курсах учителів у Прилуках, Ромні, Хоролі»). Підтримував проголошення української державності.
- 1917, серпень — у виступі на Другому Всеукраїнському вчительському з'їзді першим порушив питання про заснування української Академії Педагогічних наук.
- 1917, вересень — призначений викладачем педагогіки і психології (з 1918 р. — доцентом) Полтавського учительського інституту (невдовзі — ІНО). Паралельно — до літа1920 р. — директор учительської семінарії на Шведській Могилі. Де провадив українську національну лінію.
- 1919, серпень — був арештований як український націоналіст у часі захоплення денікінцями Полтави. Перебував в одній камері зі своїм товаришем І.Я. Чаленком. Від розстрілу був порятований завдяки заступництву одного з впливових освітянських керівників та взятий «на поруки».
- 1919–1920 — редактор журналу «Українська культура».
- 1921–1923 — керівник організованого ним навчального закладу для підготовки українських учительських кадрів — трирічних педагогічних курсів ім. Б. Грінченка в с. Біликах Кобеляцького повіту Полтавської губернії, куди було перенесено з Полтави згадану учительську семінарію. Це був найактивніший період у його житті. Він поставив завдання зробити з учительської школи в Біликах справжню українську педагогічну школу, що готувала б народніх учителів-патріотів. При школі ним був організований хор і драматичний гурток, застосовувалась метода Монтесорі, були обладнані зразкові навчальні кабінети, проводились психологічні досліди, високо було поставлене трудове навчання. Попри великий успіх школи на виставці педагогічних навчальних закладів (влітку 1923 р.), Г. Ващенко став жертвою цькувань з боку політичного режиму, зазнав судової погрози і змушений був залишити с. Білики. Фактично вже з 1922 р він — викладач факультету «соцвиху» Полтавського ІНО, а з 1923 р. — керівник педагогічної комісії цього закладу.
- 1925 — комісія народного комісаріату освіти УССР присвоює Г. Ващенку звання професора; він стає керівником кабінету соціальної педагогіки, невдовзі — завідувачем катедри педагогіки Полтавського ІНО.
- 1929 — публікує книгу «Загальні методи навчання» — «підручник для педвузів», згодом потрактований політичним режимом як «націоналістичний».
- 1933 — у кінці 1933 р. був обвинувачений в «буржуазному націоналізмі» і, як «ворог народу», звільнений з інституту. Формально Г. Ващенку інкримінували «шкідництво» у формі … байдужості щодо реагування на «основоположні» комуністичні постанови з питань педагогіки. Відомі свідчення як про контакти педагога з особами, що проходили у сфабрикованій НКВС справі СВУ, так і про буцімто його членство в СВУ, що потребує додаткового вивчення. Звільняли Г. Ващенка під галас, що його увиразнює вже назва статті тодішнього ректора педінституту П. Койнаша «До кінця викрити рештки націоналістичної контрабанди в педінституті». І більше як два з половиною роки він був безробітним. У «персональному листку», що зберігається в УВУ, завершення своєї праці в Полтавському педагогічному інституті він датував 1934 р.
- 1936 — «поїхав до Москви і з початку осени 1936 р. дістав посаду професора та керівника катедри педагогіки при Сталінградському педагогічному інституті[ru]», де й працював до 1940 р.
- 1940, вересень — домігся повернення до Полтавського педагогічного інституту на попередню посаду, а також обійняв посаду керівника аспірантської групи.

### Літературно-художня творчість
Кінець 1900 — початок 1910-х рр. — 
|  | З 1907 до 1911 р. я працював на ниві українського письменства. За цей час видані мої три книжки. |

 Йдеться у цьому свідченні Г. Ващенка про його збірник «Пісня в кайданах», окремо видані п'єсу «Сліпий» та повість «До ґрунту» (під псевдонімом Г. Васьківський).

Є у його доробку і ряд оповідань. Літературно-художню творчість Г. Ващенка прихильно було оцінено в журналах «Літературно-науковий вісник», «Українська хата», у газеті «Рада» (відгуки І. Франка, С. Єфремова, О. Пчілки). Але — 
|  | (…) я в 1911 р. під впливом творів Лесгафта відійшов від літератури і захопився питаннями психології й педагогіки» |

## Діяльність у роки Другої світової війни
- 1941–1943 — працював редактором газети «Голос Полтавщини» (хоча своє прізвище на ній не позначав) перебуває на такому ж становищі, що й такі відомі редактори українських газет тодішньої окупаційної пори, як письменники І. Багряний чи У. Самчук. Усі вони видавали газети не для фашистського окупанта, а для духовно-інформаційних потреб українського люду, що мусить, зрештою, звільнитися як від більшовизму, так і від німецького нацизму. Працював над темами «Освіта в Україні за часів більшовизму» та «Вплив большевизму на психіку українського народу».

Той факт, що, дізнавшись про здійснюване педагогом дослідження, окупаційна влада поінформували про нього райхміністерство виховання та навчання, як — саме в порядку інформації — пробували звернути увагу на нього й деякі інші ідеологічні інстанції, відповідальні за наведення в Україні «німецького порядку», є зовсім зрозумілим і, всупереч політично-спекулятивним домаганням негативно наставлених до Г. Ващенка деяких дослідників, не може служити сам по собі якоюсь інкримінацією проти вченого. Тим більше, що в цьому дослідженні, гостро викривальному стосовно більшовицьких настанов у галузі освіти, якесь вихваляння гітлерівського «орднунгу» в освіті та вихованні, звичайно, відсутнє.
- 1943 — разом з родиною виїжджає з Полтави до Києва, а звідти «після великих біженських пригод» (у Галичині багато дізнався про героїчну боротьбу УПА, звитягою якої назавжди захопився),
- 1944 р. — в Австрії почав працю над підручником з педагогіки,
- 1945 р. прибивається до Німеччини.

## Діяльність у еміграції
- 1945, вересень — обіймає посаду професора педагогіки та психології філософського факультету Українського Вільного Університету в Мюнхені (заява про це датована 4 вересня 1945 р.).
- 1946 — вихід друком у Мюнхені праці «Виховний ідеал».
- 1949, кінець року — обраний на посаду ректора Богословсько-педагогічної академії, створеної Українською автокефальною православною церквою у Мюнхені. Архівні дані засвідчують, що діяла Академія вже у Різдвяні дні 1950 р. Квітнем 1954 р. датоване великоднє поздоровлення ректором цього закладу Г. Ващенком ректора Українського Вільного Університету І. Мірчука.
- 1952 — у Лондоні побачила світ перша частина праці «Виховання волі і характеру», що була написана у відповідь на запити української національно свідомої молоді (СУМівська молодь вбачала у Г. Ващенку свого ідейного наставника).
- 1955 — виступає у пресі проти «канонізації» сталінським режимом Антона Макаренка, значний внесок якого у трудове виховання, як і виховання безпритульних, Г. Ващенко ніколи, одначе, не заперечував (критика передовсім стосувалася космополітичності переконань педагога, котрий нищив у собі українця, як і певних авторитарних тенденцій його системи).
- 1957 — видає брошуру «Проект освіти в самостійній Україні» (1955) та другу частину книги «Виховання волі і характеру». Активно публікується в емігрантській українській пресі («Авангард», «Визвольний шлях», «Український самостійник», «Шлях перемоги», «На варті» тощо).
- 1967, 2 травня — на 90-му році життя Г. Ващенко помер. 5 травня його було поховано на цвинтарі «Вальдфрідгоф» у Мюнхені.

## Вшанування
- Його ім'я носить ліцей № 144 у Солом'янському районі м. Києва.
- 1994 — у Києві вийшла друком праця Г. Ващенка «Виховний ідеал» як перший том зібрання його творів.
- 1995, вересень — установчий Конгрес у Києві, що заснував Всеукраїнське педагогічне товариство ім. Г. Ващенка. Засновано у вересні 1995 р. Всеукраїнське педагогічне товариство імені Григорія Ващенка[4][5][6].
- 1997, листопад — другий Конгрес Всеукраїнського педагогічного товариства ім. Г. Ващенка у Києві. Вихід друком другого тому його педагогічної спадщини «Загальні методи навчання».
- 1999 — видання праці Г. Ващенка «Виховання волі і характеру» як третього тому його творів.
- 2000 — третій Конгрес Всеукраїнського педагогічного товариства ім. Г. Ващенка у Києві. Вихід друком четвертого тому його наукового доробку «Праці з педагогіки і психології».
- 2001 — Всеукраїнське педагогічне товариство ім. Г. Ващенка, зіткнувшись з фактами паплюження видатного педагога, справжня мета яких — «не пропустити» його до українського вчительства, очорнити, виступило з викриттям наклепницьких публікацій, що у 2000 р. вийшли у Мелітополі та Марбурзі (колективна стаття науковців "З приводу вироку «трійки», або як та для чого з лупою слона «досліджували» — газета «Освіта Україна», 2001, № 1).
- 2003 — рік відзначення 125-річчя від дня народження Г. Ващенка, видання п'ятого тому його праць «Хвороби в галузі національної пам'яті» та проведення четвертого Конгресу Всеукраїнського педагогічного товариства, що носить ім'я великого українського педагога.
- 2006 — виданий шостий том творів «Спогади. Статті».
- На честь Г. Г. Ващенка в 2011 році названо одну з вулиць Києва, що знаходиться у Дарницькому районі.
- У селі Богданівка Прилуцького району Чернігівської області знаходиться школа його імені.
- У селищі Білики, де Г.Г.Ващенко працював у 1921 - 1923 рр., рішенням сесії Білицької селищної ради від 31 січня 2023 р. ім'я педагога було присвоєне вулиці (кол. вул. Ф.Л.Марченка).